# Freibad Lübbecke (Obernfelder Allee)

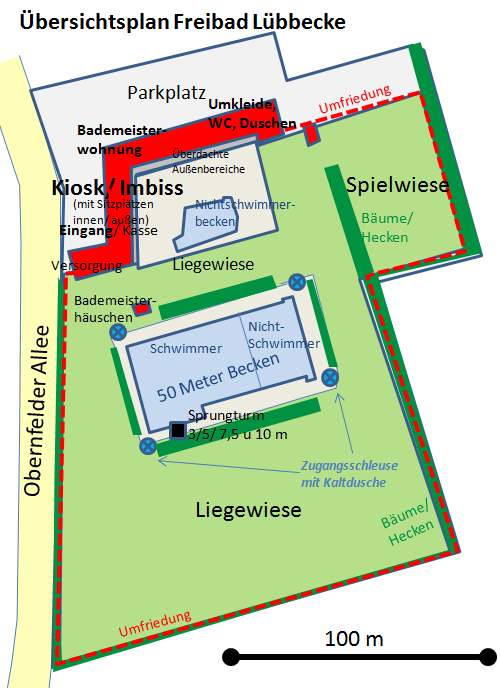
Übersichtsplan des Freibades in der Obernfelder Allee

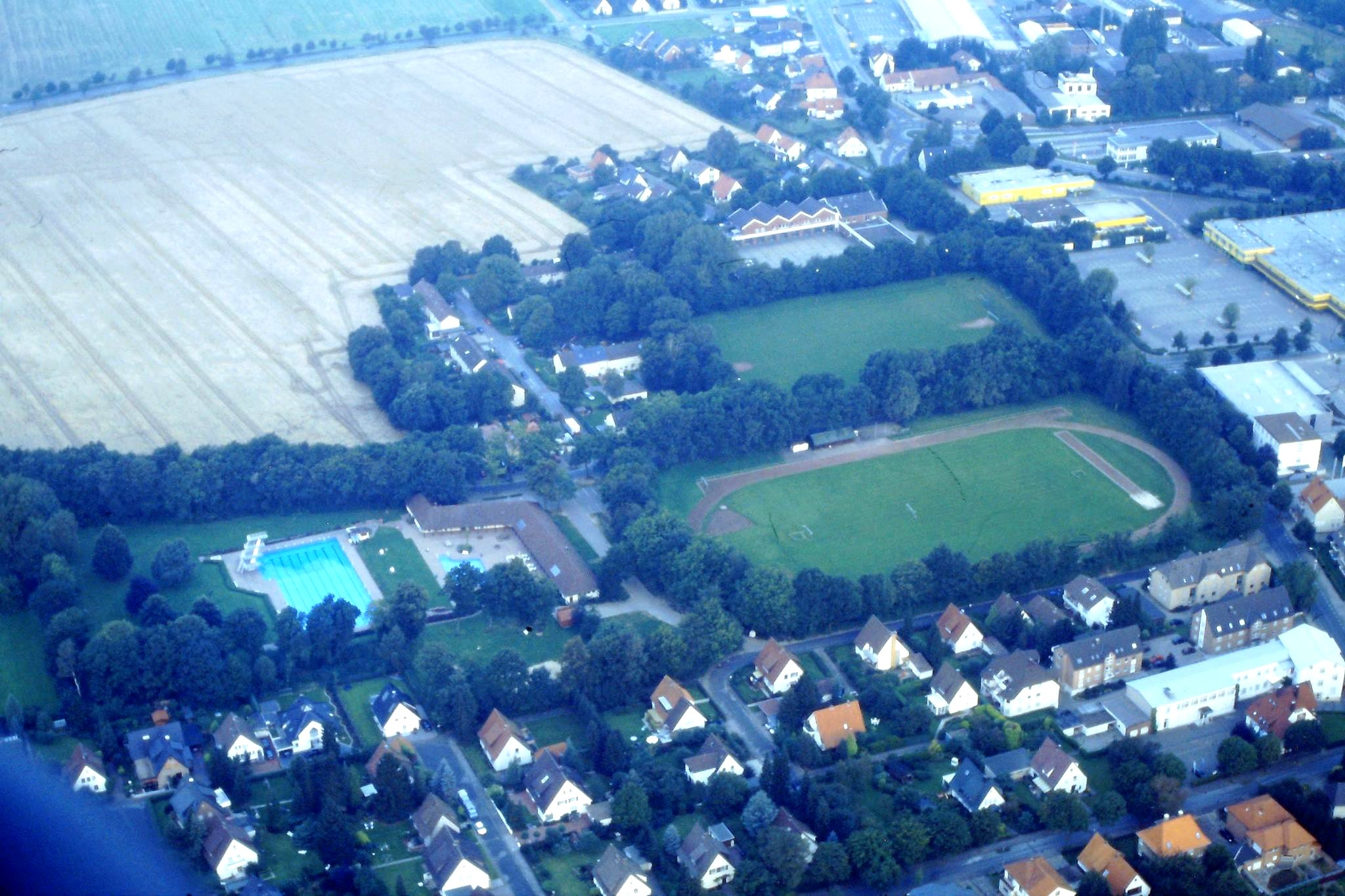
Freibades in der Obernfelder Allee am 18. August 2002

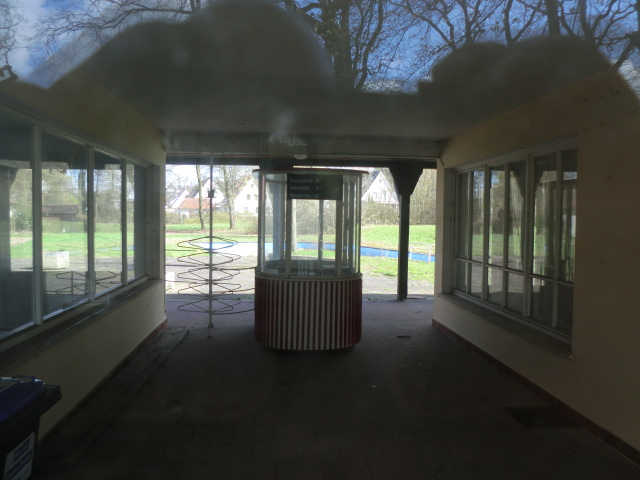
Das Kassenhäuschen des Freibades, oft besetzt durch die Frau oder die Tochter des Bademeisters. Bei wenig Publikumsverkehr musste der Eintritt aber direkt beim Bademeister im Bademeisterhäuschen bezahlt werden.

Das Freibad Lübbecke, auch Freibad Obernfelder Allee, früher Badeanstalt Lübbecke, ist eine unter Denkmalschutz stehende Freibadanlage in der ostwestfälischen Stadt Lübbecke in Nordrhein-Westfalen. Das Schwimmbad liegt in der Lübbecker Kernstadt. Seit 2005 wird es nicht aber mehr als Bad betrieben. 2004 wurde über das Freibad ein Bürgerentscheid abgehalten, in dem es um die Schließung eines der beiden Freizeitbäder in Lübbecke ging. Gleichwohl existieren das Gelände sowie die Gebäude und Einrichtungen weiter. Im Jahre 1963 fanden hier die Westdeutschen Meisterschaften im Turmspringen statt.
Das Gelände des Freibades ging in den im Jahre 2022 eröffneten Freibadpark auf.

## Lage

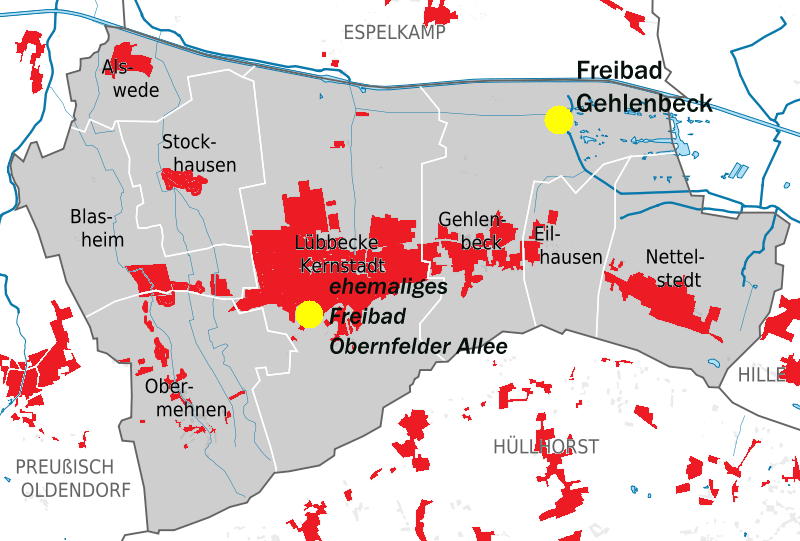
Lage der Freibäder in der Obernfleder Alle und in Gehlenbeck. Die roten Bereiche sind die Siedlungsschwerpunkte der Stadt

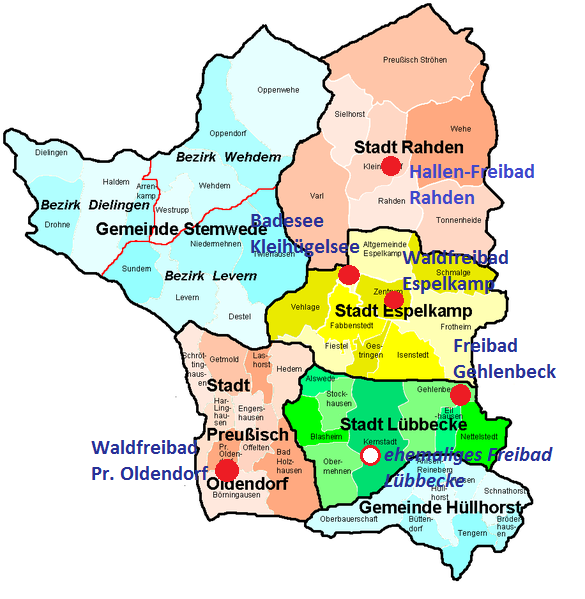
Das Freibad Gehlenbeck ist nach der Schließung des Lübbecker Freibades eines von vier verbliebenen Freibädern des Altkreises Lübbecke

Das ehemalige Bad befindet sich im Süden der Kernstadt von Lübbecke und ist damit im Bezug auf die Gesamtstadt recht zentral gelegen. Das Bad liegt in unmittelbarer Nachbarschaft zum Stadion an der Obernfelder Allee, in welchem von jeher der Fußballverein FC Lübbecke seine Heimspiele austrägt und in welchem 1975 das letzte Spiel im Feldhandball stattfand. Die Anlage befindet sich an der Nordabdachung des Wiehengebirges zwischen 82 und 89 Meter über NN.

## Ausstattung und Angebot

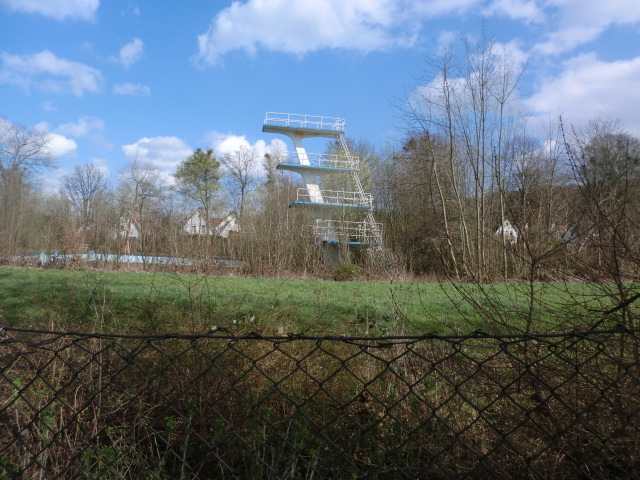
Der Sprungturm des Bades mit 3-, 5-, 7½- und 10-Meter-Plattform

Das Lübbecker Freibad bot nach Angabe der Stadt Platz für weniger Besucher als das ebenfalls in Lübbecke liegende Freibad Gehlenbeck. Das beheizte Bad verfügte über ein 50-Meter-Becken mit sechs Bahnen und mit Ein-, Drei-, Fünf-, Siebeneinhalb- und Zehnmetersprungturm. Das östliche Viertel dieses Beckens hatte eine geringere Tiefe und war auch für Nichtschwimmer geeignet. Daneben gab es ein kleineres und flacheres Becken als Planschbecken. Die Liegewiesen umfassen rund 8.000 Quadratmeter Liegefläche und bieten auch die Flächen für Rasensport. Das Gelände ist damit so groß wie 1,5 Fußballfelder.
Daneben gab es in einem hufeisenförmigen Gebäude, das das Bad nach Norden begrenzte, die obligatorischen Umkleidekabinen, Duschen, Toiletten und einen Kiosk bzw. Imbiss mit Sitzgelegenheiten. Darüber hinaus war eine Wohnung für den Bademeister dort integriert, wo dieser mit seiner Familie wohnte. Die Wohnung wird noch heute bewohnt. Der Imbiss bot neben den abgepackten Dingen (Getränke, Eiscreme, Süßigkeiten) auch warme Getränke (Kaffee, Tee) und einfache warme Mahlzeiten (Schnitzel, Frikadellen) an und wurde von der Familie des Bademeisters betrieben.
Direkt vor dem Bad befinden sich noch immer auf einer Fläche von rund 2.400 m² Parkplätze. Die Parkplatzfläche ist zwar wesentlich kleiner als beim Freibad Gehlenbeck. Dieser Nachteil relativierte sich aber dadurch, dass das Bad aufgrund seiner zentralen Lage von einem Großteil der Bevölkerung fußläufig erreicht werden konnte.

## Geschichte
Die Stadt Lübbecke besaß seit 1926 eine städtische Badeanstalt am Nordufer des Kanalhafens (bis zur Gebietsreform 1973 gehörten einige kleinere Gebiete nördlich des Mittellandkanals zur Stadt). Die ersten Planungen zum Bau einer Badeanstalt an der Obernfelder Allee gehen auf das Jahr 1938 zurück.
In der Ratssitzung vom 29. April 1938 war sich das Gremium aber einig, dass die Badeanstalt am Hafen auch erhalten bleiben müsse. Aufgrund des Zweiten Weltkrieges erfolgte der Bau des neuen Bades dann aber vorerst doch nicht.
Nach dem Krieg im Jahre 1952 waren dann die Planungen für den Bau einer Badeanstalt an der Obernfelder Allee so weit gediehen, dass sich der Stadtrat in seiner Sitzung vom 9. Juli 1952 mit der Vergabe der Bauarbeiten befasste.
Die Eröffnung des Freibades Lübbecke fand bereits am 4. Juli 1953 statt. Das Bad am Kanal war zu diesem Zeitpunkt bereits aufgegeben. An diesem Tag wurde das Freibad an der Obernfelder Allee eingeweiht, unter Beisein des damaligen Bürgermeisters Hülsmeier, der dabei die Glückwünsche des Vorsitzenden des Westdeutschen Schwimmverbandes, Albert Pellman entgegennahm. Ein Kuriosum in der Folge der Gebietsreform im Jahre 1973 und der Angliederung der Gemeinde Gehlenbeck an Lübbecke war, dass die Stadt Lübbecke ab 1973 über zwei Freibäder verfügte: Das zentralstädtische in der Lübbecker Kernstadt und zusätzlich das ehemals in der Mitte des dann aufgelösten Amtes Gehlenbeck, knapp südlich des Mittellandkanals liegende Amtsfreibad Gehlenbeck, das nun aber in der neuen Stadt sehr abgelegen in der Nordostecke der Kommune lag. Das heißt, nicht die jeweiligen Einzugsgebiete der Bäder, jedoch der Zuschnitt der Grenzen und Zuständigkeiten hatten sich geändert: Die ehemaligen Gebiete des Amtes Gehlenbeck nördlich des Kanals, die Dörfer Isenstedt und Frotheim fielen mit der Gebietsreform an die Stadt Espelkamp.
Obschon die Bürger von dort weiterhin das Bad in Gehlenbeck nutzten, fühlte sich Espelkamp natürlich nicht für die Finanzierung, d. h. Subventionierung des Bades in Gehlenbeck zuständig, hatte und hat es ja selbst ein zentralstädtisches Freibad. Nun musste Lübbecke also zwei Freibäder finanzieren. Nach jahrzehntelanger Diskussion wurde dann das alte innerstädtische Freibad in zentraler Lage 2005 nach einem Bürgerentscheid, bei dem Gehlenbeck mehr Bürger mobilisieren konnte, aufgegeben, und das sehr abseits gelegene Gehlenbecker Freibad wurde das einzige städtische Freibad Lübbeckes.
Am 21 und 22. Juli 1963 fanden im Bad an der Obernfelder Allee die Westdeutschen Meisterschaften im Kunst- und Turmspringen statt.

### Bürgerentscheid am 2. Mai 2004
Der Bürgerentscheid war nicht erfolgreich. Bei einer Wahlbeteiligung von 40,4 % haben 57,8 % der Abstimmenden die Frage mit „Nein“ beantwortet.
Beim Bürgerentscheid, der am 2. Mai 2004 durchgeführt wurde, konnten die Bewohner Lübbeckes zu folgender Frage Stellung beziehen:
„Soll das Freibad Lübbecke unter gleichzeitiger Schließung des Amtsfreibades Gehlenbeck erhalten und für den Badebetrieb geöffnet werden?“
Der Entscheid wurde im Vorfeld in der Bevölkerung heftig diskutiert und polarisierte in gewisser Weise die Öffentlichkeit. Im Ergebnis votierte eine Mehrheit von 57,78 % für „Nein“, wobei in den südwestlichen Stadtteilen eine Mehrheit mit „Ja“, also für die Erhaltung des alten zentralen Freibades, in den östlichen Stadtteilen Gehlenbeck, Eilhausen und Nettelstedt eine überaus deutliche Mehrheit (97–98 %) mit „Nein“ stimmten. Zudem lag die Beteiligung am Entscheid in den drei genannten östlichen Stadtteilen deutlich über 50 %, während sie in den anderen, einschließlich denen der bevölkerungsreichen Kernstadt, 58 % der Stadtbewohner leben dort, deutlich darunter, überwiegend unter 30 %, lag. Letztlich gab also einzig der Grad der Mobilisierung der Lager den Ausschlag – die drei Stadtteile Kernstadt, Obermehnen und Blasheim, die mehrheitlich für den Erhalt des Freibades an der Obernfelder Allee stimmten, repräsentieren rund 68 Prozent der Stadtbevölkerung. Zudem ist nach § 4 der Satzung der Stadt Lübbecke über die Durchführung von Bürgerentscheiden nur abstimmungsberechtigt, wer am Tag des Bürgerentscheids Deutscher im Sinne des Grundgesetzes ist oder die Staatsangehörigkeit eines Mitgliedstaats der Europäischen Gemeinschaft (gemeint ist die Europäische Union) besitzt. Dies schloss von vornherein einen Teil der Mitbürger, z. B. die mit türkischen oder bosnischer Staatsangehörigkeit und auch Asylsuchende und die überwiegend in der Kernstadt und weniger in den bäuerlich geprägten Dörfern der Umgebung wohnen, von vorneherein von der Teilnahme am Entscheid aus.

## Einzugsgebiet
Aufgrund seiner zentralen Lage war das Bad das nächstgelegene für einen Großteil der Bewohner der Stadt Lübbecke. Lediglich für die Lübbecker Ortsteile Eilhausen und Nettelstedt und Teile von Gehlenbeck war das Freibad Gehlenbeck das näher gelegene. Gleichwohl fand das Freibad Lübbecke sein Einzugsgebiet auch außerhalb des Stadtgebiets: für den Großteil der Gemeinde Hüllhorst, insbesondere deren Ortsteile Oberbauerschaft und Ahlsen-Reineberg, aber auch für die westlichen Teile Gehlenbecks, war es die nächstgelende Badeanstalt.
- Tabelle: Bewohner im Umkreis des Bades. Für Gehlenbeck ist zusätzlich zu bemerken, dass von den eh wenigen Bewohnern im näheren Umkreis ein Großteil außerhalb Lübbeckes wohnt. Im Radius „2 Km“, wohnen rund 500 der rund 1.400 Einwohner nördlich des Kanals, sprich in Espelkamp. Im Umkreis von 3 Kilometern sind es rund 2.500 Menschen, die in Espelkamp und zu einem kleineren Teil in Hille wohnen. Selbst im Umkreis von sieben Kilometern um das Freibad Gehlenbeck wohnen zwar rund 52.300 Menschen aus fünf Kommunen, jedoch nicht alle der 25.000 Einwohner Lübbeckes; der überwiegende Teil der Lübbecker Stadtteile Alswede, Blasheim und Obermehnen mit zusammen 2.300 Lübbecker Bürgern (von den 3.700 Einwohnern dieser drei Ortsteile) bleibt auch bei diesem großen Radius ausgegrenzt. Im Falle des Bades in Obernfelde verhält es sich andern: Im Umkreis von ein und zwei Kilometern wohnen nur „Lübbecker“, erst im Umkreis von drei Kilometern gibt es rund 650 Bewohner (von knapp 19.000 Bewohnern), die außerhalb der Stadt (in diesem Fall in Niedringhausen/Reineberg) ihren Wohnsitz haben. (Daten ermittelt mittels Einwohner NRW – Online-Rechner)

| Bad                | Bewohner im 500-m-Radius | Bewohner im 1-km-Radius | Bewohner im 2-km-Radius | Bewohner im 3-km-Radius | Bewohner im 4-km-Radius |
| ------------------ | ------------------------ | ----------------------- | ----------------------- | ----------------------- | ----------------------- |
| Freibad Obernfelde | 1.195                    | 4.665                   | 13.020                  | 18.845                  | 23.335                  |
| Freibad Gehlenbeck | 75                       | 140                     | 1.410                   | 6.320                   | 13.670                  |

## Sonstiges

### Kontroverse um den Weiterbetrieb
Seit einigen Jahren wird auf kommunalpolitischer Ebene diskutiert, auch das Gehlenbecker Bad aus Kostengründen zugunsten eines dann wieder zentraler liegenden und vermutlich besser frequentierten Kombibades zu schließen. Eine weitere Fraktion setzt sich für die Wiedereröffnung des denkmalgeschützten, sich jedoch im Verfall befindlichen ehemaligen zentralstädtischen Freibades ein.

### Baudenkmal
Der Eintrag des Bades an der Obernfelder Allee in die Denkmalliste der Stadt Lübbecke erfolgte am 9. August 2004.

## Einrichtungen in der Nähe
Unmittelbar neben dem Bad liegt das Kreiskrankenhaus. Die Altstadt von Lübbecke ist rund 1000 Meter entfernt.